# Cirriformia multitentaculata
Cirriformia multitentaculata är en ringmaskart som beskrevs av Hartmann-Schröder och Rosenfeldt 1989. Cirriformia multitentaculata ingår i släktet Cirriformia och familjen Cirratulidae. Inga underarter finns listade i Catalogue of Life.